# Demonstracja w rolnictwie
Demonstracja w rolnictwie – praktyczny sposób upowszechniania postępu rolniczego, polegający na zapoznaniu rolników z innowacjami rolniczymi poprzez ich wizytę na polu (obiekcie) demonstracyjnym, bądź w pomieszczeniach produkcji zwierzęcej. Ma na celu ukazanie wyższości nowych metod produkcji roślinnej i zwierzęcej nad dotąd stosowanymi.
Demonstracja w rolnictwie jest właściwa dla rolnictwa polskiego, które charakteryzuje się dużym rozdrobieniem gospodarstw rolnych.

## Właściwe cechy demonstracji  w rolnictwie
Demonstracje w rolnictwie jako forma doradztwa rolniczego mają charakter praktyczny i służą do przedstawienia nowych zjawisk zachodzących w rolnictwie. 
Demonstracje mają pokazać rolnikom jak osiągać optymalne wyniki produkcyjno-ekonomiczne dzięki stosowaniu nowoczesnych, postępowych metod gospodarowania, racjonalnemu użytkowaniu nowych środków produkcji, lepszemu wykorzystania warunków przyrodniczo-ekonomicznych. Demonstracje pozwalają na ukazanie właściwego powiązania ze sobą działów i gałęzi produkcji, związków między pracą żywą i uprzedmiotowioną, sposobu stosowania środków technicznych i organizacyjnych, a także porównanie stosowania środków produkcji pochodzenia przemysłowego oraz sposobów korzystania z własnych zasobów (nawozów naturalnych, gnojówki, gnojowicy). 
Demonstracje mają z reguły charakter ciągły, trwają przez cały sezon wegetacyjny lub nawet przez kilka lat. Demonstracje mają na celu zapoznanie rolników z działaniem nowego środka produkcji, urządzenia lub sposobu postępowania, który ma zastąpić dotychczas stosowane sposoby. Przeprowadzane są na plantacjach roślin uprawnych, poletkach łanowych, trwałych użytkach zielonych, a także w oborze, owczarni czy chlewni. 
Demonstracja w rolnictwie zmierza do ukierunkowania obserwacji, umożliwiającej dokonania pełnej oceny obserwowanego zjawiska, pracy urządzenia, podmiotu lub procesu technologicznego. Polega na poznaniu różnic i podobieństw między sąsiednimi poletkami, w których zastosowano odmienne gatunki roślin, dawki nawozów mineralnych, herbicydów, technologię orki, siewu, pielęgnacji, itp.
Zdaniem A. Lewczuka i innych autorów „Demonstracje mają na celu zapoznanie rolników z nowoczesnymi technologiami, metodami i środkami produkcji, oferowanymi przez naukę i przemysł. Tematyka demonstracji jest pochodną potrzeb i zainteresowań rolników oraz oferowanych przez naukę wyników badań. Dla uwypuklenia zalet upowszechnianych nowości (takich jak np. łatwość stosowania) oraz zwiększenia siły przekonywania, stworzona była zasada porównywalności z metodami tradycyjnymi, stosowanymi w danym rejonie, wsi lub gospodarstwie. Demonstracje są zakładane i prowadzone na podstawie instrukcji określającej tematykę, sposób zakładania, ilość i rodzaj stosowanych środków i zabiegów, terminy oraz metod wykorzystywania uzyskanych wyników w działalności upowszechnieniowo-szkoleniowej. Wszystkie wykonywane podczas demonstracji czynności, zabiegi, stosowane środki i uzyskane efekty powinny być odnotowywane w karcie dokumentacyjnej”.

### Wybór obiektów  do demonstracji w rolnictwie
Wybór obiektów  demonstracyjnych ma duże znaczenie dla procesu upowszechniania innowacji. Wśród ważnych cech można wymienić:
- tematyka demonstracji zgodna z występującymi trendami w rolnictwie;
- trafny wybór odpowiedniego obiektu do demonstracji, który spełnia kryteria położenia, dostępności, oznakowania;
- właściwy dobór miejsca i czasu przeprowadzenia demonstracji, który odpowiada zainteresowanym rolnikom;
- określenie środków niezbędnych do przeprowadzenia demonstracji;
- wybór rolnika o odpowiednich cechach zawodowych i
- dokonanie oceny przeprowadzonej demonstracji.

## Pokaz
Pokaz jest jednorazową formą zapoznania rolników z określonym obiektem, produktem czy przedmiotem,  dokonany w naturalnych warunkach produkcyjnych danego gospodarstwa rolnego. Pokaz w przeciwieństwie do demonstracji dotyczy jakiegoś wybranego zagadnienia, najczęściej wąskiego. Celem pokazu jest zaprezentowanie organizacji i techniki określonego procesu produkcyjnego (np. sporządzania kiszonek) lub wyników określonej działalności produkcyjnej (np. pokaz zwierząt hodowlanych). Pokaz polega na wizualizacji czynności wykonywanych w gospodarstwie rolnym, który obrazuje nowe metody  postępowania, warunki i możliwości stosowania, z jednoczesnym  wykazaniem różnic i podobieństw między dotychczas stosowanymi  metodami a proponowanymi nowymi rozwiązaniami.
Zdaniem Aleksandra Lewczuka i innych autorów - „celem pokazów jest zapoznanie rolników z określonym obiektem, techniką użytkowania i stosowania nowych maszyn lub innych środków produkcji, prawidłowego wykonywania zabiegów itp. Pokaz służyły przede wszystkim wprowadzeniu nowości, a dodatkowo także eliminowaniu błędów popełnionych przez miejscowych producentów, wpływających w konsekwencji ujemnie na wyniki gospodarowania. Obejmują  tematykę z zakresu produkcji roślinnej i zwierzęcej oraz mechanizacji i budownictwa wiejskiego”.

### Warunki przeprowadzenia pokazu w rolnictwie
Za przeprowadzenie pokazu odpowiedzialny jest  doradca rolniczy, który inicjuje pokaz  oraz właściciel gospodarstwa rolnego, na terenie którego   odbywają  się   dane czynności. Wśród niezbędnych warunkach przeprowadzenia pokazu, można wymienić:
- dobór właściwej tematyki pokazu, pozostający w związku z istniejącymi kierunkami postępu rolniczego;
- zapewnienie udziału dostatecznie licznej grupy rolników, którzy zapewnią właściwe rozprzestrzenianie się nowych rozwiązań;
- przygotowanie obiektu i właściciela gospodarstwa rolnego do pokazu;
- udzielenie niezbędnej pomocy i fachowego wsparcia w prawidłowym przeprowadzeniu pokazu;
- wskazanie na koszty wprowadzenia innowacji i realne  możliwości  przejścia na nowe sposoby postępowania.